# Gúdar-Javalambre
Gúdar-Javalambre is een comarca van de Spaanse provincie Teruel. De hoofdstad is Mora de Rubielos, de oppervlakte 2351,60 km2 en het heeft 8398 inwoners (2002).

## Gemeenten
Abejuela, Albentosa, Alcalá de la Selva, Arcos de las Salinas, Cabra de Mora, Camarena de la Sierra, El Castellar, Formiche Alto, Fuentes de Rubielos, Gúdar, Linares de Mora, Manzanera, Mora de Rubielos, Mosqueruela, Nogueruelas, Olba, La Puebla de Valverde, Puertomingalvo, Rubielos de Mora, San Agustín, Sarrión, Torrijas, Valbona en Valdelinares.